# Hundimiento del RMS Lusitania
El hundimiento del RMS Lusitania fue una catástrofe marítima ocurrida en la tarde del 7 de mayo de 1915, cuando el transatlántico británico RMS Lusitania —de la naviera Cunard Line—, que realizaba un viaje de Nueva York a Liverpool, fue torpedeado por el submarino alemán SM U-20 frente a las costas de Irlanda. La explosión se produjo en el lado de estribor a las 13:54 del 7 de mayo, lo que provocó el hundimiento del barco en 18 minutos, a las 14:12. Fallecieron unas 1198 personas y sobrevivieron 761. Entre los fallecidos se encontraban unos 128 estadounidenses, siendo este naufragio uno de los motivos de la entrada de los Estados Unidos a la I Guerra Mundial.
El transatlántico británico Lusitania, procedente de Nueva York, fue identificado y torpedeado por el submarino U-boot U-20 y se hundió cerca del cabo de Old Head of Kinsale. .Este hundimiento provocó que la opinión pública en muchos países se opusiera al Imperio Alemán y a sus aliados, contribuyó a la entrada de Estados Unidos en la guerra, y se convirtió en un símbolo para las campañas militares de reclutamiento.
El Lusitania tuvo la mala suerte de caer víctima de los torpedos al poco de iniciarse la Gran Guerra, antes de que se implementaran técnicas para la evasión de submarinos. Las investigaciones contemporáneas llevadas a cabo en el Reino Unido y en los Estados Unidos, acerca de las causas que provocaron la pérdida del barco fueron obstruidas debido a las necesidades de mantener secretos en tiempos de guerra, así como a la campaña de propaganda paralela para asegurar que toda la culpa recayera en el enemigo alemán. El debate en torno a si el barco era un objetivo militar legítimo continuó a lo largo de la contienda, mientras ambos bandos hacían declaraciones confusas acerca del naufragio. En el viaje, además de pasajeros civiles, el Lusitania llevaba gran cantidad de municiones y material militar. A lo largo de los años, se han realizado diversos intentos para explorar el pecio y recabar información acerca del hundimiento, sin embargo los historiadores continúan debatiendo sobre el mismo y sus consecuencias.

## Contexto

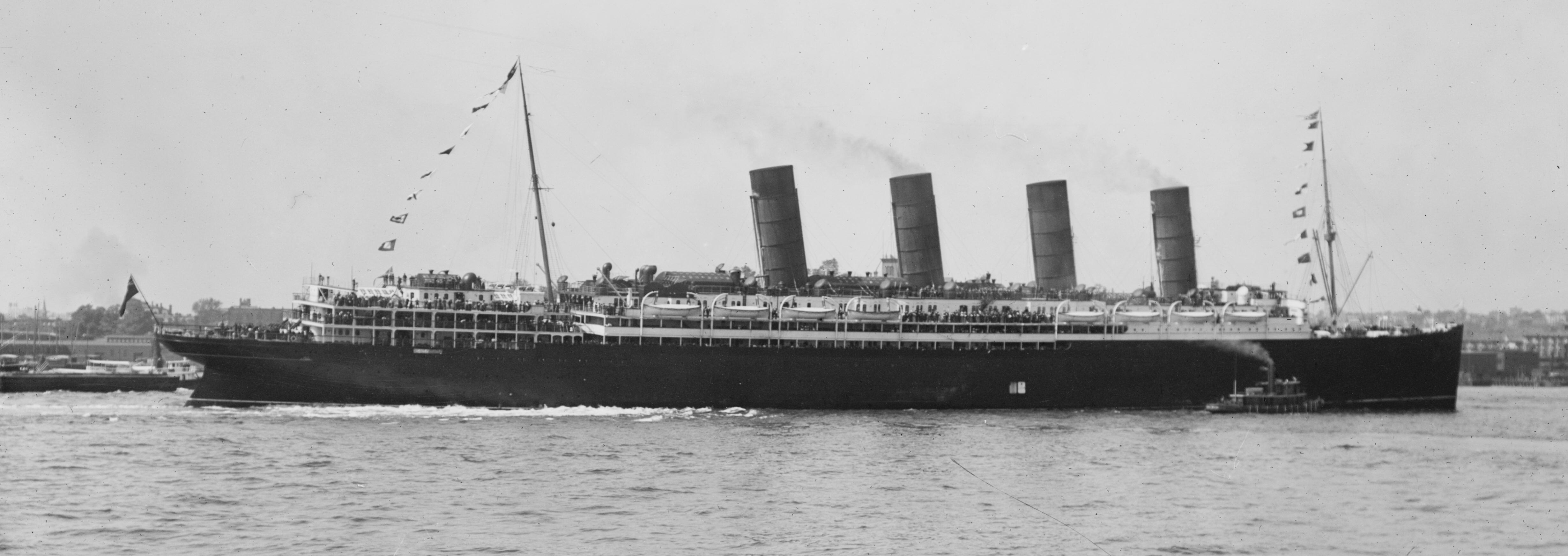
El Lusitania arribando al puerto de Nueva York durante su viaje inaugural en 1907

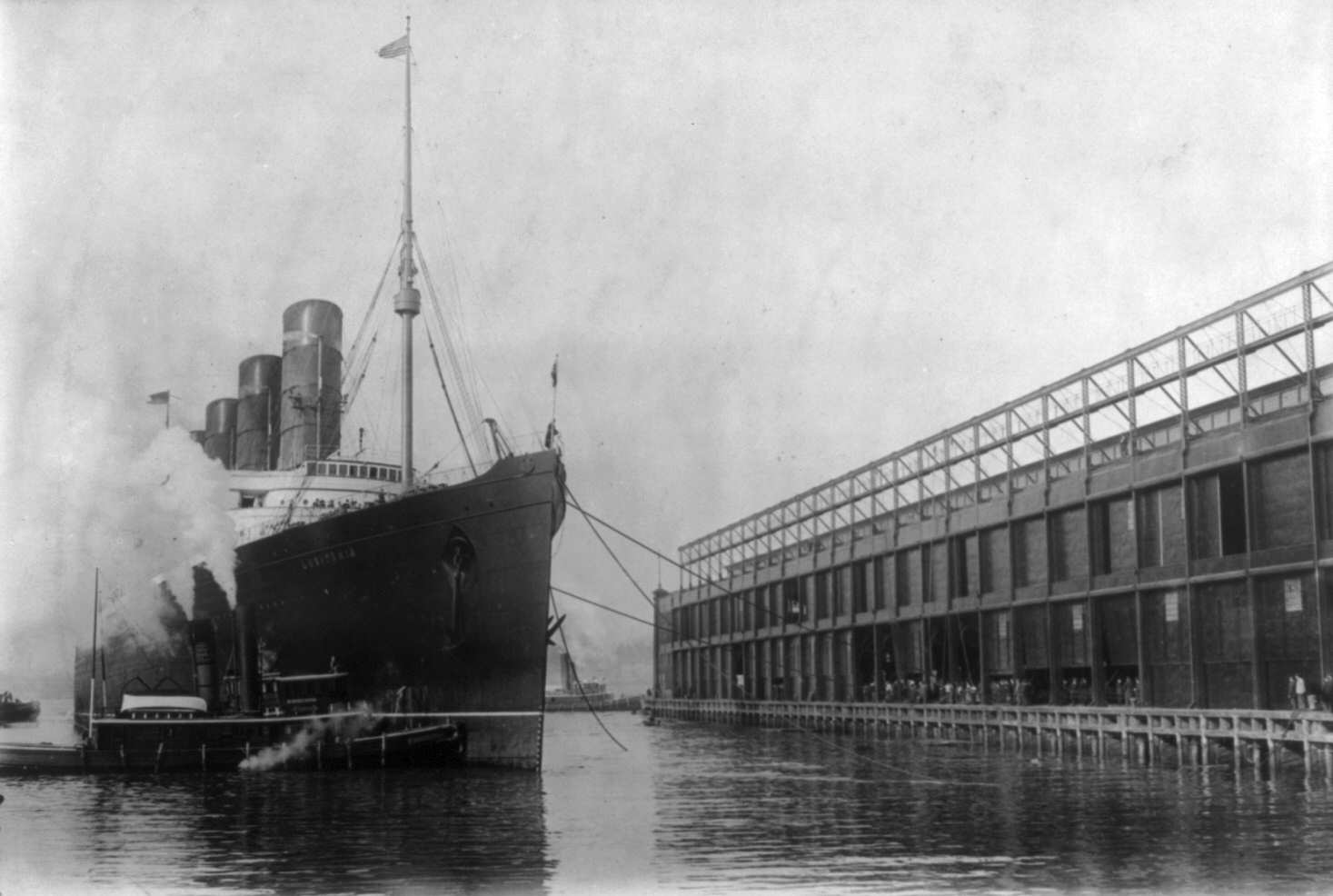
El Lusitania atracando en el muelle 54 del puerto de Nueva York, en noviembre de 1908

La construcción del Lusitania fue subvencionada por el gobierno británico, a cambio del acuerdo para ser convertido en un buque de guerra armado en caso de ser necesario. Tras el estallido de la Primera Guerra Mundial, el Almirantazgo Británico requisó, en julio de 1914, al Lusitania y a su barco gemelo, el RMS Mauretania, con el fin de instalar emplazamientos artilleros de 15 cm. Ambos buques, propiedad de la naviera Cunard Line, fueron inscritos como cruceros auxiliares armados, y regresaron al mar equipados para trasladar armas en ese papel.
El Almirantazgo canceló aquella decisión inicial, y decidió prescindir del uso de dichos navíos como cruceros armados. Un barco del tamaño del Lusitania consumía enormes cantidades de carbón (unas 910 toneladas al día, o 37,6 toneladas/hora), lo que ponía en aprieto las reservas de combustible del Almirantazgo, así que estos navíos fueron considerados poco apropiados para la tarea. Eran llamativos debido a su tamaño, y tenían particularidades en su construcción que los inhabilitaban para enfrentar una emergencia en caso de ser torpedeados, de modo que se los descartó para tareas de transporte, que podían ser realizadas por navíos y cruceros de menor tamaño.
No obstante, el Lusitania permaneció en la lista oficial de buques armados, junto al Mauretania.
Al comienzo de las hostilidades, se elevó la preocupación por la seguridad del Lusitania y otros grandes buques. Tras su siguiente viaje, las chimeneas del buque fueron repintadas en negro; su casco, en gris y, su nombre a proa y a popa fue cubierto en gris al llegar a Nueva York, en un intento de camuflar su identidad y dificultar su detección visual. Cuando quedó claro que la marina alemana estaba en tablas con la Marina Real británica, y la amenaza inmediata pareció evaporarse, pronto pareció que el Atlántico era de nuevo seguro para barcos como el Lusitania, siempre que la reserva de pasajeros justificara el coste de mantenerlos en servicio.
Muchos de los principales barcos de pasajeros fueron amarrados a lo largo del otoño e invierno de 1914-1915, en parte debido a la menor demanda de pasajeros a través del Atlántico, y debido a un intento de protegerlos frente al posible daño de minas u otros peligros. Algunos fueron empleados para el transporte de tropas, mientras otros fueron reconvertidos en embarcaciones hospitalarias. El Lusitania permaneció en servicio comercial; aunque la demanda de pasajeros a bordo no era tan importante como en los meses previos a la guerra, era suficiente para mantenerlo en servicio como barco civil. No obstante, se tomaron medidas economizadoras. Una de ellas consistió en apagar la caldera n.º 4 para ahorrar carbón y costes de la tripulación. Esto redujo su velocidad de crucero de 25 a 21 nudos. A pesar de ello, seguía siendo el navío más rápido activo en el servicio comercial.
Una vez que el peligro pareció desvanecerse, el barco fue devuelto a sus colores originales para eliminar el camuflaje, salvo en las chimeneas, que permanecieron negras. Su nombre fue repintado en popa y en proa, así como la superstructura, pintada en blanco. Se añadió incluso una modificación, que consistió en la adición de una banda ocre en la base, justo por encima del casco negro.
A comienzos de 1915, comenzó a materializarse una nueva amenaza: los submarinos. Al principio fueron solo utilizados por los alemanes para atacar a barcos de la Royal Navy, consiguió éxitos ocasionales, aunque a veces de forma espectacular. Luego, los U-boots comenzaron en ocasiones a atacar navíos mercantes, aunque casi siempre de acuerdo a las antiguas reglas marinas.
Desesperados por una ventaja sobre el Atlántico, el gobierno alemán fue un paso más allá en su campaña submarina. El 4 de febrero de 1915, los alemanes declararon la zona marítima alrededor de las islas británicas como zona de guerra: a partir del 18 de febrero, los buques aliados en dicha área podrían ser hundidos sin aviso. Esta postura no se trató de una guerra submarina indiscriminada en primer término, ya que se realizaron esfuerzos para evitar hundir barcos neutrales.

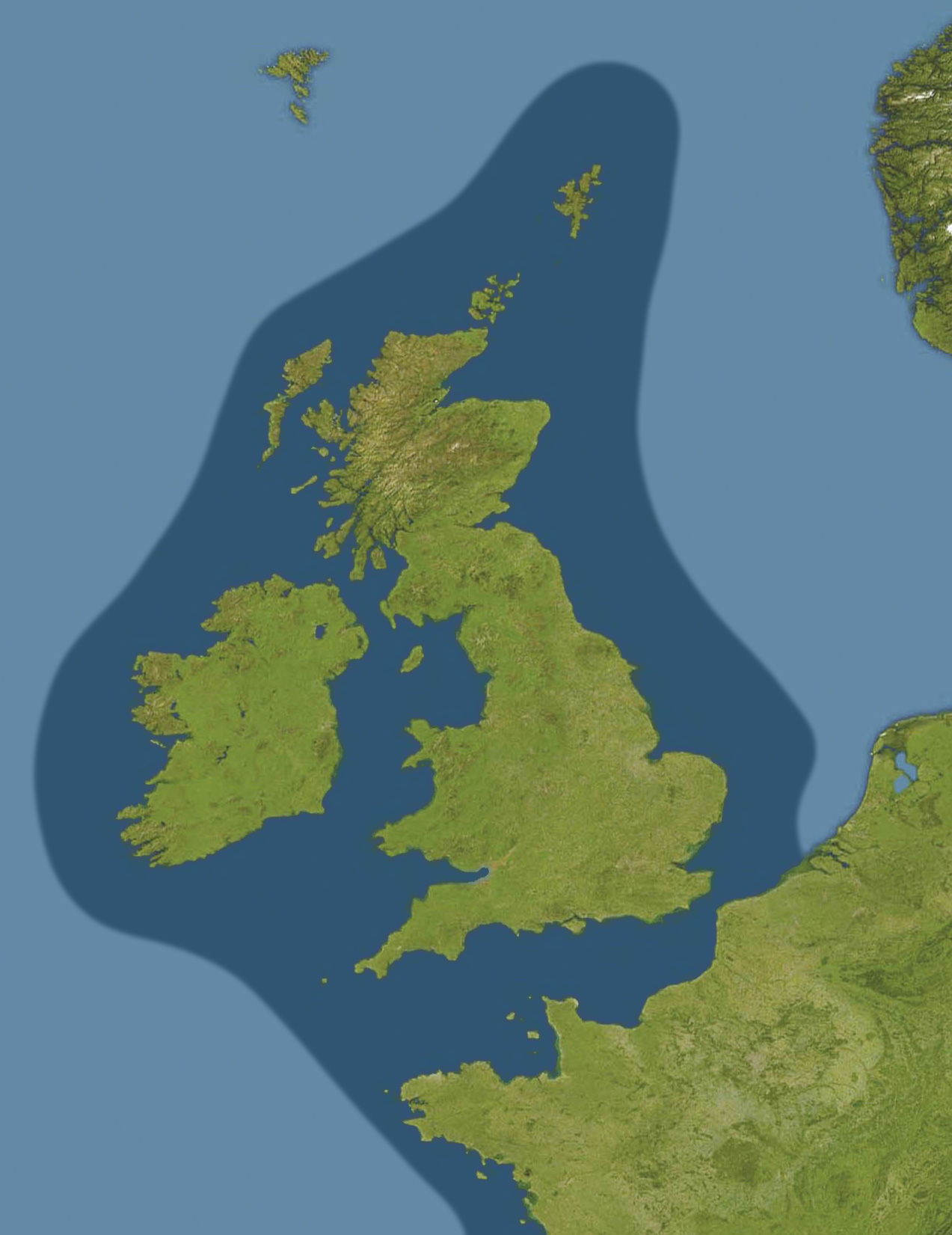
Durante la Primera Guerra Mundial, Alemania declaró en febrero de 1915 una zona de exclusión alrededor de las islas británicas. Los barcos aliados presentes en dicha área quedaban sujetos a ser atacados

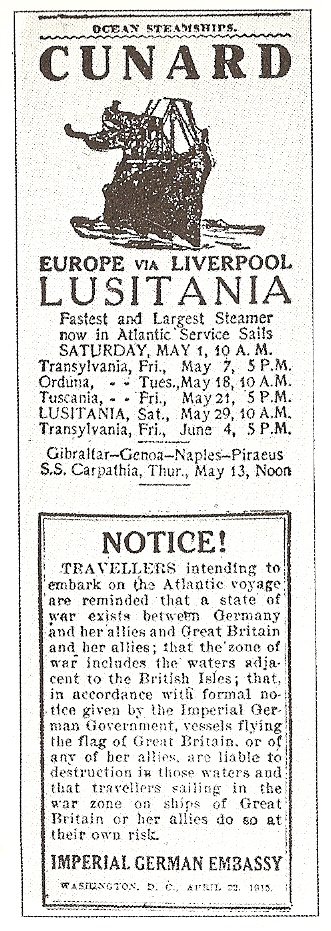
Aviso publicado en la prensa por la Embajada alemana, advirtiendo del riesgo de ataques a buques británicos y sus aliados, debido a la Primera Guerra Mundial

El 23 de abril, la embajada alemana en EE. UU. publicó un aviso en los periódicos de extraña coincidencia con la partida del Lusitania. Advertía a los pasajeros sobre el riesgo de navegar en aguas no neutrales debido al riesgo de ser atacados. Solo un diario consiguió contestar en sus ediciones al aviso alemán. La ruta del Lusitania pasaba por aguas hostiles. Esta circunstancia no era desconocida ni para la Cunard Line, ni para el Almirantazgo Británico, y aun menos para el capitán del navío William Thomas Turner.
Aviso de la Embajada Alemana: 

¡Atención! - Se recuerda a los pasajeros que tengan la intención de cruzar el Atlántico, que existe el estado de guerra entre Alemania y Gran Bretaña, y que la zona de guerra comprende las aguas adyacentes a las Islas Británicas; que las embarcaciones con bandera de Inglaterra o cualquiera de sus aliados se arriesgan a ser atacadas en tales aguas, y que los viajeros que atraviesen la zona de hostilidades en barcos de Gran Bretaña o cualquiera de sus aliados lo hacen por su cuenta y riesgo
Embajada Imperial Alemana en Washington D.C   datado: 23 de abril de 1915

En 1915, el Lusitania había transportado ya alrededor de 250.000 pasajeros en 8 años de impecable servicio. El 1 de mayo, el Lusitania estaba anclado en el muelle 54 de Nueva York, y durante todo el día se había embarcado sobre todo provisiones y pasajeros.
El lujoso navío estaba comandado por el veterano capitán William Thomas Turner, al que le faltaban pocos años para jubilarse. Se trataba de un marino muy experimentado en las rutas navieras.

## Último viaje y hundimiento
El 1 de mayo de 1915 a las 11.30 el Lusitania dejó el muelle n.º 54 del puerto de Nueva York y se dirigió hacia el Atlántico Norte con 1.959 pasajeros a bordo, entre ellos 136 pasajeros norteamericanos, 129 niños y 39 bebés. Algunos pasajeros tenían cierto renombre social, como el millonario Alfred G. Vanderbilt, Lothrop Withington, el filósofo Elbert Hubbard y el minero William Broderick Cloete.
El día anterior, 30 de abril, zarpaba desde Borkum el U-20 al mando del capitán Walther Schwieger navegando por el Mar del Norte hacia aguas irlandesas.

### Ataque submarino
El 7 de mayo, después de un tranquilo viaje sin incidentes, el Lusitania se acercó a aguas irlandesas. Durante la noche y en la madrugada había tenido que navegar entre espesa niebla. Para entonces el U-20 ya había hundido tres embarcaciones inglesas entre Fastnet y Kinsale.
En Queenstown, el vicealmirante Coke, a cargo de las defensas y patrullas antisubmarinas y bajo la supervisión del Almirantazgo, se percató del peligro que corría el Lusitania, pero se le prohibía tomar decisiones respecto a los transatlánticos y sus rutas. De todos modos resolvió poner en aviso al buque por su cuenta.

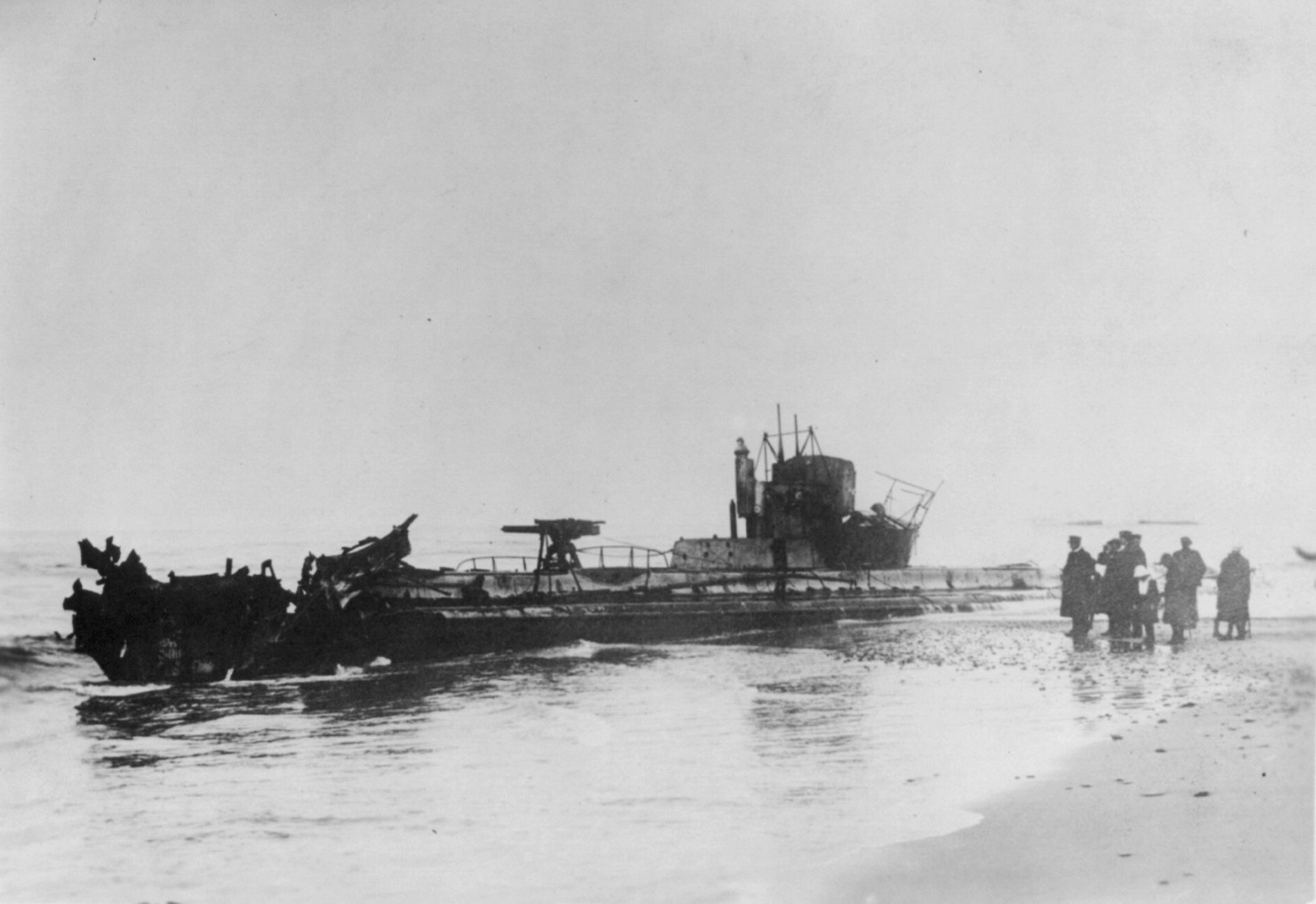
El submarino U-20 causante de la tragedia

El aviso se radió a las 7.50 al Lusitania:
" Submarinos en acción frente a la costa meridional de Irlanda"
A las 8:30 recibió otro mensaje:
"A todos los barcos ingleses: Tomen al piloto de Liverpool en la barra y eviten los promontorios. Pasen a toda velocidad por los puertos. Naveguen por medio del canal. Submarinos en aguas de Fastnet..."
En Queenstonwn, a las 11.00, Coke solicitó instrucciones al Almirantazgo para desviar al Lusitania, pero no recibió respuesta inmediata.
En la estación radiotelegráfica de Valentia, a las 11:02 se emitió un mensaje cifrado en doce palabras, en código desde Queenstown al Lusitania: "Desviarse a Queenstonwn", recibido a las 12:30 en el buque. Este mensaje incluía a un remolcador cuyo código era MFA, el mismo código asignado al Lusitania.
A las 12:40 el barco recibió otro comunicado: -"Submarino a cinco millas de Cabo Clear, se dirigía hacia el Oeste a las 10:00 horas".
De acuerdo con este mensaje, a las 13.00 Turner ordenó cambiar el rumbo para acercarse más a tierra.
A las 14.00 se divisó el promontorio de Kinsale, la niebla se había disipado y la tarde se veía apacible. Al mismo tiempo, Schwieger en el U-20 divisaba al enorme barco en su periscopio por estribor:
En su cuaderno de bitácora escribió: "Frente a nosotros aparecen cuatro chimeneas y dos mástiles... sigue curso vertical al nuestro virando desde Galley Head. El barco parece ser un buque de pasajeros de grandes dimensiones".
A las 14:10 Turner ordena un segundo cambio de rumbo para entrar al canal de San Jorge, esto lo aleja de la costa, Schwieger anotó: "El vapor vira a estribor, rumbo a Queenstown y así facilita nuestro acercamiento para lanzar torpedos. Navegamos a gran velocidad para colocarnos en posición al frente".
A las 14:12 el U-20 disparó a 700 m el único torpedo que le quedaba. Schwieger describió:

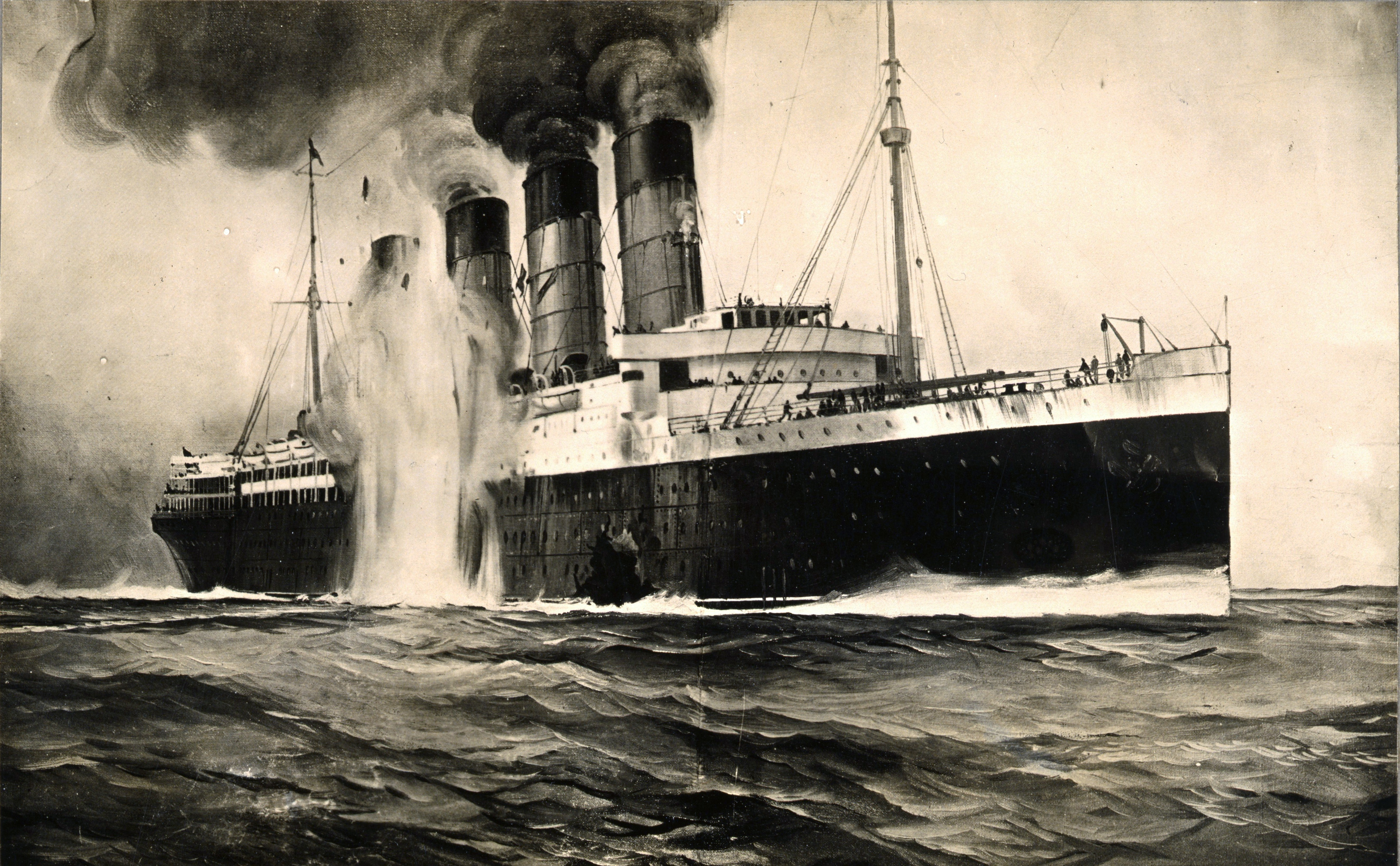
Grabado que representa el torpedeamiento del Lusitania

"Disparo de proa a 700 m, el proyectil da al costado de estribor, algo detrás del puente"
A continuación escribe en su bitácora:
"Alcanzado por el disparo en la banda de estribor detrás del puente. Se oye una detonación extraordinaria seguida de otra fuerte explosión y de una nube que se eleva. Debe de haber habido además de la explosión del torpedo otra (caldera, carbón o pólvora)... La nave se detiene y se escora rápidamente. Al mismo tiempo, se hunde cada vez más a proa...".
El Lusitania recibió un torpedo detrás del ala del puente, una columna de agua se elevó al costado y en seguida le siguió otra tremenda explosión que hace desencajar la cubierta de paseo por unos instantes y hace volar el fondo de la proa, Turner ordena al timonel enfilar a tierra, pero es tan rápida la inundación que el timón y las hélices aún girando pierden efectividad al salir del agua, y se alcanza una escora de 25º.

### Hundimiento

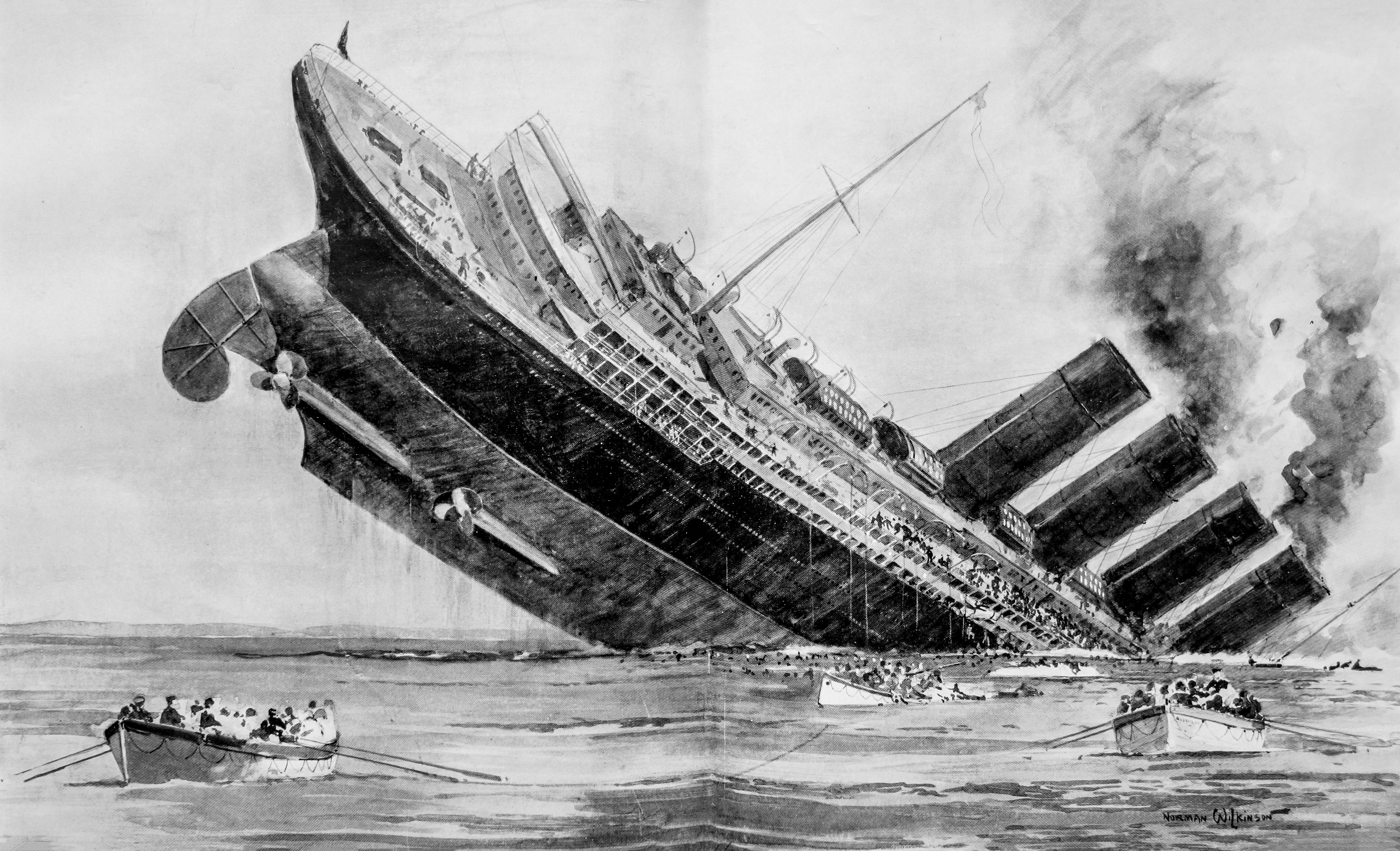
Ilustración de Norman Wilkinson sobre el hundimiento

Los operadores del telégrafo inalámbrico, Robert Leith y Donald McCormack, enviaron un SOS, que fue recibido en Queenstown. A pesar de estar a unas millas de la costa irlandesa, la ayuda de las flotas de pesca y las pequeñas embarcaciones que acudieron al rescate del Lusitania no fue rápida. La mayoría tardaría unas dos horas en llegar a la posición del transatlántico.
El caos se apoderó del barco, la escora de más de 25° era tan pronunciada que casi no se alcanzaban los botes, ni mantenerse de pie en cubierta, a solo 10 km de la orilla.
A pesar de sus 17,5 compartimentos estancos, la inundación fue tan violenta por la inercia del barco que no se inundó de forma lineal y el barco corrió el riesgo de volcar. La escora se hizo cada vez más y más pronunciada y muchos botes quedaron inaccesibles.
La planta eléctrica del barco pronto falló y los pasajeros de primera clase que estaban dentro de los ascensores quedaron atrapados entre las cubiertas A y B, hundiéndose más tarde con el barco.
Muchos se lanzaron al agua desesperados, algunos botes que lograron llenarse se bajaron de forma incorrecta y vaciaron su carga humana al mar o se precipitaron sobre otros botes cargados, o se hundieron al entrar al agua de proa o popa. Tan sólo 6 botes salvavidas de los 48 disponibles lograron ser lanzados con relativo éxito. Algunos de los botes salvavidas plegables del Lusitania se alejaron flotando mientras el barco se hundía, proporcionando refugio a muchos de los que estaban en el agua. 
En los últimos instantes, el Lusitania se enderezó y algunos botes alcanzaron a ser lanzados al agua, pero ya volcados. Luego, la proa impactó contra el fondo granítico del mar y el buque se levantó a un ángulo de 45°. Cuando la segunda chimenea del barco se sumergió bajo las olas, generó un remolino que succionó a varios pasajeros, para luego ser expulsados de nuevo por la explosión fortuita de las calderas de popa, saliendo ilesos aunque cubiertos de hollín.    
La explosión en cadena de las calderas hizo volar la tercera chimenea, lo que generó una gran nube negra que cubrió el barco. El Lusitania se "detuvo" y empezó a sumergirse.  
Cuando la nube de vapor se disipó, 18 minutos después del impacto del torpedo, el barco había desaparecido, dejó a los pasajeros flotando sobre las gélidas aguas del mar de Irlanda hasta la llegada de los barcos de rescate. 
Se perdieron 1198 vidas de 1959, entre ellas, las de 126 pasajeros norteamericanos, 94 niños y 35 bebés. Sobrevivieron 761 pasajeros. Vanderbilt, Withington y Hubbard fallecieron en el naufragio. Se recuperaron 200 cadáveres.

## Reacción internacional

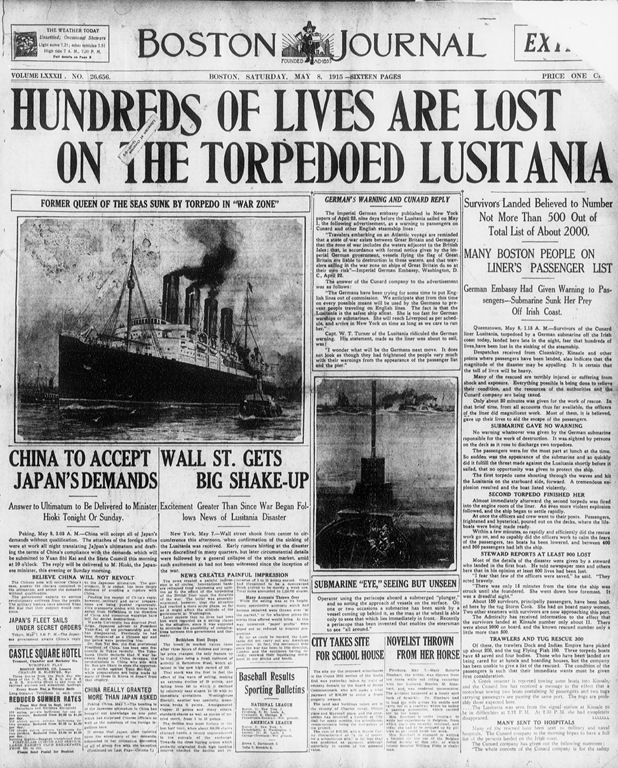
Portada del diario estadounidense Boston Journal tras la tragedia del Lusitania

Tras el hundimiento, el capitán Schwieger del submarino U-20 fue condenado de forma unánime en la prensa aliada como criminal de guerra.
De los 139 pasajeros estadounidenses a bordo del Lusitania, 128 murieron, lo que produjo una masiva ira tanto en Gran Bretaña como en los Estados Unidos. El diario The Nation la llamó "una deuda por la que un huno enrojecería de vergüenza, un turco se sentiría avergonzado, y un pirata bárbaro se disculparía", mientras que los británicos opinaban que EE. UU. debía declarar de inmediato la guerra a Alemania. No obstante, el presidente norteamericano Woodrow Wilson se negó a sobrerreaccionar. El 10 de mayo de 1915, declaró en Filadelfia:

Existe algo como pueda ser que un hombre sea lo suficientemente orgulloso como para no luchar. Existe algo como pueda ser una nación tan cargada de razón que no necesita convencer a otros por la fuerza de que está en lo cierto.

En enero de 1917, el gobierno alemán anunció que llevaría a cabo a partir de entonces una campaña indiscriminada de ataques submarinos, lo que enfureció a los Aliados. El 6 de abril, el Congreso de Estados Unidos aprobó la petición del presidente Wilson para declarar la guerra al Imperio Alemán. Su participación en la guerra fue lenta al comienzo, pero con la ofensiva alemana de marzo de 1918, que al principio marchó bien para los alemanes, al poder mantener a los Aliados al frente, la llegada en abril de 2 millones de tropas norteamericanas cambió la situación en favor de la Triple Entente, lo que contribuyó a su victoria en la guerra.

## Pecio del Lusitania

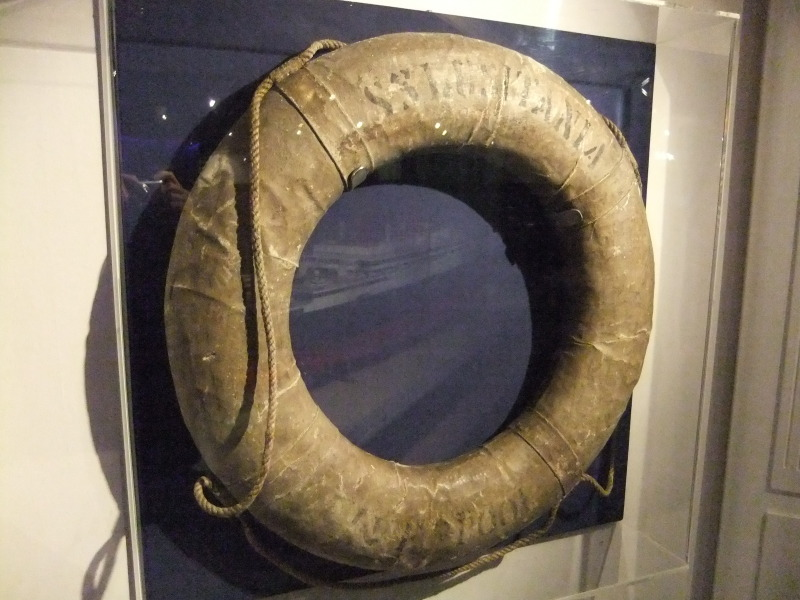
Salvavidas del Lusitania, recuperado de entre los restos del naufragio. Actualmente, está expuesto en el Merseyside Maritime Museum de Liverpool, Inglaterra

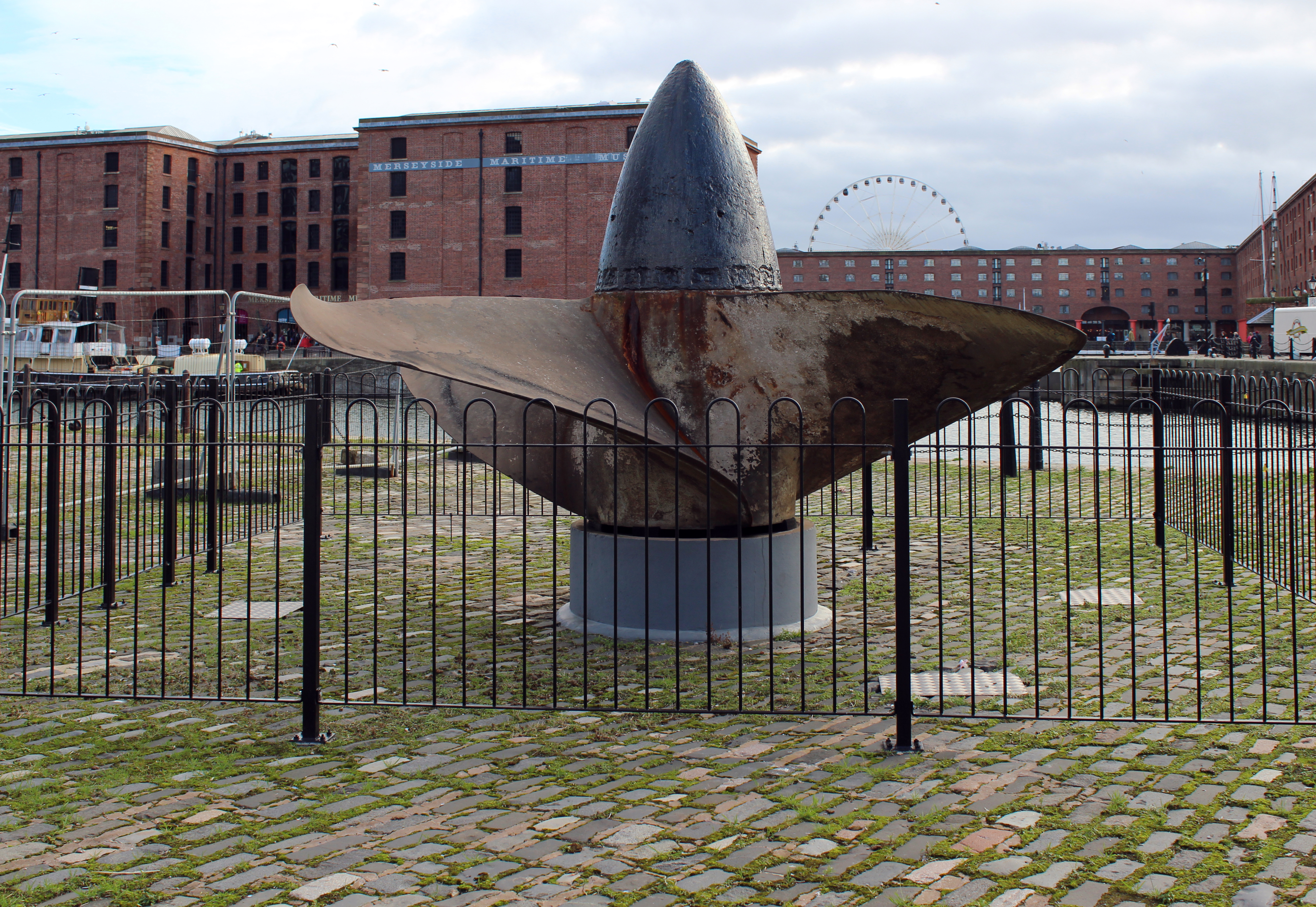
Hélice del Lusitania, en exhibición en la entrada del Merseyside Maritime Museum de Liverpool

El pecio del Lusitania fue localizado el 6 de octubre de 1935, a 11 millas (18 km) al sur del faro de Old Head of Kinsale. A 93 metros de profundidad, recostado sobre estribor (el cual ha colapsado debido a la fuerza con la que impactó contra el lecho marino), con una inclinación de 30 grados. A lo largo de las décadas, se ha deteriorado más deprisa que el Titanic debido a la corrosión provocada por las mareas invernales. La quilla presenta una "curvatura inusual", en forma de bumerán, que puede deberse a la falta de fuerza debido a la pérdida de la superestructura del barco. La manga se ha visto reducida, también faltan las chimeneas, es presumible que debido a su deterioro prematuro. La proa es la parte más prominente de los restos, ya que la popa se encuentra deteriorada debido al daño causado por detonaciones submarinas durante la Segunda Guerra Mundial, así como a la falta de tres de las cuatro hélices, recuperadas y sacadas a la superficie en 1982 por la organización Oceaneering International. Algunas de las características más notables del Lusitania son su nombre, visible en la proa, algunos pescantes con las cuerdas intactas, secciones de la cubierta de paseo, ventanillas, y la hélice restante. Expediciones recientes han revelado que el Lusitania se encuentra en peores condiciones que el Titanic, ya que su casco ha comenzado a colapsar.